# سارة ميلز
سارة ميلز (بالإنجليزية: Sarah Miles)‏ هي ممثلة بريطانية، ولدت في 31 ديسمبر 1941 في المملكة المتحدة.

## أعمال

### أفلام
- (1970) ابنة رايان
- (1987) أمل ومجد

## ترشيحات
- جائزة الأوسكار لأفضل ممثلة، عن عمل: ابنة رايان (1970)

## وصلات خارجية
- سارة ميلز على موقع أرشيف الشارخ.
- سارة ميلز على موقع IMDb (الإنجليزية)
- سارة ميلز على موقع روتن توميتوز (الإنجليزية)
- سارة ميلز على موقع ألو سيني (الفرنسية)
- سارة ميلز على موقع تيرنر كلاسيك موفيز (الإنجليزية)
- سارة ميلز على موقع أول موفي (الإنجليزية)
- سارة ميلز على موقع قاعدة بيانات برودواي على الإنترنت (الإنجليزية)
- سارة ميلز على موقع قاعدة بيانات الأفلام السويدية (السويدية)
- سارة ميلز على موقع إن إن دي بي (الإنجليزية)
- سارة ميلز على موقع قاعدة بيانات الفيلم (الإنجليزية)
- سارة ميلز على موقع كينوبويسك (الروسية)